# Jan Patočka
Jan Patočka (n. 1 iunie 1907, Turnov⁠(d), Austro-Ungaria – d. 13 martie 1977, Praga, Cehoslovacia) a fost un filosof ceh. Datorită contribuțiilor aduse în fenomenologie și în filosofia istoriei, Patočka este considerat a fi unul dintre cei mai importanți filosofi ai secolului al XX-lea.

## Viața
Patočka a studiat la Praga, Paris, Berlin și Freiburg și a fost unul dintre discipolii cei mai apropiați ai lui Edmund Husserl și Martin Heidegger. În timpul studiilor la Freiburg el s-a aflat și sub îndrumarea lui Eugen Fink, cu care a continuat o prietenie filosofică pentru tot restul vieții.
Între anii 1939-1945, atunci când universitățile cehe au fost închise, precum și între 1951-1968, iar apoi din nou începând din 1972, lui Patočka i-a fost interzis să mai predea. Numai foarte puține dintre scrierile sale fusese cunoscute și diseminate înainte de moartea acestuia. În tot acest timp, filosoful ceh a ținut seminarii în clandestinitate.
În ianuarie 1977 a fost proiectat în centrul scenei publice internaționale ca purtător de cuvânt – alături, printre alții, de Václav Havel – al Chartei 77, o platformă de protest împotriva politicilor represive ale guvernului cehoslovac. Acest angajament public, care avea să-l coste viața (moare la vârsta de 69 de ani, în urma unui interogatoriu al poliției) a deschis calea receptării operei sale dincolo de frontierele Cehoslovaciei.

## Opera
Printre lucrările cele mai importante ale lui Patočka se numără: Lumea naturală ca problemă filosofică (1936); Platonismul negativ (1953); Aristotel, predecesorii săi și succesorii săi (1964); Platon și Europa (1974); Eseuri eretice asupra filosofiei istoriei (1975); Mișcarea existenței umane (postum, 1990).

## Ediții în limba română
- Eseuri eretice despre filosofia istoriei, trad. de Anca Irina Ionescu, Editura Herald, București, 2016.
- Mișcare, lume, tehnică. Eseuri fenomenologice, trad. de Mădălina Țurcanu, Dragoș Duicu și Ovidiu Stanciu, ediție îngrijită și postfață de Dragoș Duicu și Ovidiu Stanciu, Editura Tact, Cluj-Napoca, 2017.
- „Conferințele de la Louvain. Despre contribuția Boemiei la idealul științei moderne”, trad. de Anca Irina Ionescu, în: Iulian Apostolescu, Anca Irina Ionescu (ed.), Existență, responsabilitate, transcendență. Volum omagial Jan Patočka, Editura Universității Alexandru Ioan Cuza, Iași, 2018.